# Alfred Leland Crabb
Alfred Leland Crabb (Plum Springs, Kentucky, 22 janvier 1884 - Lexington, Kentucky, 1er octobre 1979) est un auteur américain et nouvelliste historique. Il fut également professeur au Peabody College (aujourd'hui l'Université Vanderbilt) de 1927 a 1949. Il écrivit deux trilogies de la culture sudiste des États-Unis.